# Integrované teritoriální investice
Integrované teritoriální investice (ITI) jsou nástrojem Evropské unie, který je určený k podpoře udržitelného rozvoje metropolitních oblastí a regionů. ITI umožňují integrované plánování a financování projektů, které propojují různé sektory, například dopravu, životní prostředí, vzdělávání, inovace a sociální začleňování.
Aglomerace ITI se zaměřují na analýzu problémů a rozvojového potenciálu daného území prostřednictvím Integrovaných územních strategií. Tyto strategie stanovují rozvojové priority s ohledem na specifické místní podmínky. Jejich struktura a obsah se řídí pravidly jednotného metodického rámce a národních pokynů, které zajišťují koordinovaný přístup k využití fondů EU během programového období 2021–2027.

## ITI v Česku
Na základě Strategie regionálního rozvoje ČR 2014–2020 jsou ITI v České republice realizovány v sedmi metropolitních oblastech, které se vyznačují vysokou koncentrací obyvatel a klíčovými funkcemi celostátního významu. Hlavními centry těchto oblastí jsou města Praha, Brno, Ostrava a Plzeň. Dále k těmto centrům, vzhledem k hustotě obyvatelstva a specifickým problémům, patří také Ústecko-chomutovská, Olomoucká a Hradecko-pardubická aglomerace. Nositelem ITI v každé aglomeraci je statutární město, které zastává roli vedoucího partnera. Metropolitní oblasti/aglomerace mají nejsilnější růstový potenciál, který je předurčuje také k většímu podílu na zvyšování konkurenceschopnosti celé ČR. To je důvodem podpory jejich rozvoje. Předpokladem podpory pomocí ITI je realizovat větší a investičně náročnější projekty s potenciálně významným dopadem na řešené území projektů, které by bez přispění Evropských strukturálních a investičních fondů (ESIF) byly obtížně realizovatelné.

## Přidaná hodnota ITI
ITI přináší okamžitou přidanou hodnotu při programování tím, že umožňuje efektivnější provádění územní strategie prostřednictvím lepší koordinace mezi fondy ESI. Z dlouhodobého strategického hlediska může ITI také posílit správní kapacitu pro realizaci integrovaného územního rozvoje na úrovni nejvhodnější pro implementaci městských a územních strategií.
Pokud ITI posiluje zapojení místních orgánů, nevládních organizací a dalších regionálních aktérů do řízení a realizace fondů ESI, může to postupně přispět k rozvoji schopností pro vedení územního rozvoje prostřednictvím:
- vytváření integrovaných strategií tam, kde dosud neexistují,
- podpory teritoriálního dialogu,
- zlepšení koordinace s dalšími místními, regionálními a národními strategiemi,
- zavedení systému víceúrovňové správy,
- posilování partnerství mezi subjekty územního rozvoje, jako jsou místní samosprávy, veřejné instituce, podniky, nevládní organizace a komunitní skupiny,
- podpory experimentálních a flexibilních přístupů,
- efektivnějšího řízení a implementace veřejných politik,
- rozvoje monitorovacích a hodnotících kapacit.[6]